# Ыйсон
Ыйсо́н (кор. 의성군?, 義城郡?, Ыйсон-гун) — уезд в провинции Кёнсан-Пукто, Южная Корея.

## Города-побратимы
Ыйсон является городом-побратимом следующих городов:
- Йонгван, провинция Чолла-Намдо, Республика Корея
- Сяньян, провинция Шэньси, Китай
- Мандал, аймак Сэлэнгэ, Монголия